# Adh-Dhàhir Qànsawh
Al-Màlik adh-Dhàhir Qànsawh —àrab: الملك الظاهر قانصوه, al-Malik aẓ-Ẓāhir Qānṣawh—, més conegut simplement com a adh-Dhàhir Qànsawh, fou soldà mameluc de la dinastia burjita o circassiana (1498-1499).
An-Nàssir Muhàmmad ibn Qàït-bay fou enderrocat pel canceller Tuman Bay i assassinat i els amirs van elevar al sultanat a un mameluc aixrafiyya i antic esclau de Qàït-bay de nom Qànsawh que va agafar el títol d'al-Màlik adh-Dhàhir, que tenia 25 anys. Al cap d'uns mesos va tenir informacions que es preparava un complot contra ell i es va escapar disfressat de dona, però finalment fou detingut i enviat en exili a Alexandria. El va succeir l'amir Janbalat, casat amb una dona de l'harem.